# 김태균 (프로게이머)
김태균(1991년 3월 18일 ~ )은 대한민국의 전직 스타크래프트 프로게이머이다.Perfectman[Kal]라는 아이디를 사용하였으며, 종족은 프로토스이다. KT 롤스터 소속이었다.
2008년 상반기 드래프트에서 르까프 OZ(현 화승 OZ)의 4차 지명으로 입단하였다.
09-10시즌 손찬웅(화승 OZ)의 공백으로 주전으로 뛰었으나, 2승 14패라는 저조한 성적을 기록하여 화토(화승 토스: 화승은 09-10시즌 프로토스 승률이 최하위였으며, 총 승수가 5승에 불과했다)의 대표적 선수로 각인이 되고 말았다.
10-11 프로리그에서, 15승 20패라는 기록을 하며 화승의 고질적인 토스의 문제점을 어느 정도 보완해냈었다. 다만 터무니없는 경기를 여러번 선보여서 발전이 더 필요하다는 의견이 있었다.
2011년 10월 화승 오즈의 해체로 인한 해체 게임단 공개 포스팅에서 지명을 받지 못했다. 그 후 고향에서 아르바이트를 하다가 2012년 1월 12일 KT 롤스터에 입단하게 되었다.
2012년 2월 엔트리에 등록이 되어 프로리그 출전이 가능하게 되었다. 그 후 SK플래닛 스타크래프트 프로리그 시즌1에서는 후반부에서 2경기 치렀었다. 그러나 SK플래닛 스타크래프트 프로리그 시즌2에서는 초반부터 출전이 없는 상태였으며, 경기장에도 모습을 보이지 않으면서 다시 은퇴한 것으로 보인다.
은퇴 이후 row6400이라는 아이디로 아프리카TV에서 BJ를 하다가 군대에 갔다. 현재는 예비역.

## 수상 경력
- 2008년 1월 제1회 전국 아마추어 e스포츠대회 대구,경북 예선 우승
- 2010년 2월 대한항공 스타리그 Season 1 2010 36강
- 2010년 11월 피디팝 MSL 32강